# Fußball-Club 08 Homburg/Saar 1990-1991
Questa voce raccoglie le informazioni riguardanti il Fußball-Club 08 Homburg/Saar nelle competizioni ufficiali della stagione 1990-1991.

## Stagione
Nella stagione 1990-1991 l'Homburg, allenato da Gerd Schwickert, concluse il campionato di 2. Bundesliga al 4º posto. In Coppa di Germania l'Homburg fu eliminato al primo turno dall'Hessen Kassel.

## Rosa
| N. |                      | Ruolo | Calciatore            |
| -- | -------------------- | ----- | --------------------- |
|    | Germania (bandiera)  | P     | Hans-Jürgen Gundelach |
|    | Germania (bandiera)  | P     | Peter Laub            |
|    | Germania (bandiera)  | D     | Dieter Finke          |
|    | Germania (bandiera)  | D     | Steffen Korell        |
|    | Germania (bandiera)  | D     | Frank Ockert          |
|    | Germania (bandiera)  | D     | Klaus Theiss          |
|    | Germania (bandiera)  | D     | Achim Therre          |
|    | Germania (bandiera)  | D     | Torsten Wohlert       |
|    | Germania (bandiera)  | C     | Dirk Bastian          |
|    | Argentina (bandiera) | C     | Rodolfo Cardoso       |
|    | Italia (bandiera)    | C     | Massimo D'Ippolito    |
|    | Polonia (bandiera)   | C     | Krzysztof Hetmański   |

| N. |                      | Ruolo | Calciatore       |
| -- | -------------------- | ----- | ---------------- |
|    | Germania (bandiera)  | C     | Tobias Homp      |
|    | Polonia (bandiera)   | C     | Krzysztof Kajrys |
|    | Germania (bandiera)  | C     | Uwe Kasper       |
|    | Germania (bandiera)  | C     | Michael Kimmel   |
|    | Germania (bandiera)  | C     | Thorsten Lahm    |
|    | Germania (bandiera)  | C     | Thomas Ziemer    |
|    | Cipro (bandiera)     | A     | Borje Gjurev     |
|    | Germania (bandiera)  | A     | Bernd Gries      |
|    | Germania (bandiera)  | A     | Daniel Jurgeleit |
|    | Germania (bandiera)  | A     | Thomas Klein     |
|    | Argentina (bandiera) | A     | Sergio Maciel    |
|    | Germania (bandiera)  | A     | Frank Sänger     |

## Organigramma societario
Area tecnica
- Allenatore: Gerd Schwickert
- Allenatore in seconda:
- Preparatore dei portieri:
- Preparatori atletici:

## Calciomercato

### Sessione estiva
| Acquisti | Acquisti       | Acquisti           | Acquisti |
| R.       | Nome           | da                 | Modalità |
| -------- | -------------- | ------------------ | -------- |
| C        | Michael Kimmel | Fortuna Düsseldorf |          |
| C        | Thomas Ziemer  | Norimberga II      |          |

| Cessioni | Cessioni            | Cessioni             | Cessioni |
| R.       | Nome                | a                    | Modalità |
| -------- | ------------------- | -------------------- | -------- |
| A        | Matthias Baranowski | Schweinfurt 05       |          |
| A        | Lothar Dittmer      | Waldhof Mannheim     |          |
| C        | Lars Ellmerich      | Oldenburg            |          |
| C        | Thomas Gerstner     | Oldenburg            |          |
| D        | Christian Herrmann  | Bochum               |          |
| C        | Guido Hoffmann      | Kaiserslautern       |          |
| P        | Klaus Scherer       | Borussia Neunkirchen |          |
| C        | Christian Streich   | Freiburger           |          |
| D        | Oliver Westerbeek   | Karlsruhe            |          |

### Sessione invernale
| Acquisti | Acquisti     | Acquisti   | Acquisti |
| R.       | Nome         | da         | Modalità |
| -------- | ------------ | ---------- | -------- |
| A        | Thomas Klein | Norimberga |          |

| Cessioni | Cessioni | Cessioni | Cessioni |
| R.       | Nome     | a        | Modalità |
| -------- | -------- | -------- | -------- |

## Risultati

### 2. Bundesliga

#### Girone di andata
| Arbitro: | Amerell |

|                |           |                |
| Gries 43’, 90’ | Marcatori | 60’ Regenbogen |

| Darmstadt 7 agosto 1990, ore 19:30 CEST 2ª giornata | Darmstadt | 0 – 0 referto | Homburg | Stadion am Böllenfalltor (4 200 spett.)\| Arbitro: \| Albrecht \| |
| Arbitro:                                            | Albrecht  |               |         |                                                                   |

| Homburg 10 agosto 1990, ore 19:00 CEST 3ª giornata | Homburg | 0 – 0 referto | Saarbrücken | Waldstadion (10 000 spett.)\| Arbitro: \| Fux \| |
| Arbitro:                                           | Fux     |               |             |                                                  |

| Arbitro: | Wiesel |

|                                             |           |            |
| Schlumberger 14’, 83’ Motzke 52’ Deffke 65’ | Marcatori | 3’ Cardoso |

| Arbitro: | Steinborn |

|            |           |  |
| Wohlert 2’ | Marcatori |  |

| Arbitro: | Assenmacher |

|               |           |  |
| Marquardt 59’ | Marcatori |  |

| Arbitro: | Buchhart |

|                |           |                 |
| Gries 13’, 86’ | Marcatori | 13’ Capocchiano |

| Arbitro: | Mierswa |

|  |           |           |
|  | Marcatori | 83’ Gries |

| Arbitro: | Scheuerer |

|                          |           |            |
| Hetmański 39’ Maciel 48’ | Marcatori | 8’ Tönnies |

| Arbitro: | Holst |

|          |           |           |
| Dais 81’ | Marcatori | 20’ Gries |

| Arbitro: | Ronig |

|                       |           |            |
| Homp 4’ Jurgeleit 27’ | Marcatori | 87’ Müller |

| Arbitro: | Kriegelstein |

|                                             |           |               |
| Marin 9’ Cayasso 14’ Vollmer 69’ Moutas 82’ | Marcatori | 19’ Jurgeleit |

| Arbitro: | Schmidt |

|                                     |           |  |
| Klobke 18’ Menke 68’ Długajczyk 74’ | Marcatori |  |

| Arbitro: | Domberg |

|                 |           |             |
| Ziemer 33’, 78’ | Marcatori | 6’ Edelmann |

| Arbitro: | Aust |

|             |           |  |
| Claaßen 19’ | Marcatori |  |

| Arbitro: | Domurat |

|            |           |            |
| Ziemer 66’ | Marcatori | 65’ Heisig |

| Friburgo in Brisgovia 10 novembre 1990, ore 15:00 CET 17ª giornata | Friburgo | 0 – 0 referto | Homburg | Dreisamstadion (4 400 spett.)\| Arbitro: \| Kentsch \| |
| Arbitro:                                                           | Kentsch  |               |         |                                                        |

| Homburg 16 novembre 1990, ore 19:00 CET 18ª giornata | Homburg  | 0 – 0 referto | Magonza | Waldstadion (2 000 spett.)\| Arbitro: \| Lehnardt \| |
| Arbitro:                                             | Lehnardt |               |         |                                                      |

| Arbitro: | Best |

|          |           |               |
| Friz 12’ | Marcatori | 54’ Jurgeleit |

#### Girone di ritorno
| Essen 8 dicembre 1990, ore 15:00 CET 20ª giornata | Rot-Weiss Essen | 0 – 0 referto | Homburg | Georg-Melches-Stadion (4 200 spett.)\| Arbitro: \| Birlenbach \| |
| Arbitro:                                          | Birlenbach      |               |         |                                                                  |

| Arbitro: | Merk |

|             |           |  |
| Cardoso 82’ | Marcatori |  |

| Saarbrücken 28 marzo 1991, ore 20:15 CET 22ª giornata | Saarbrücken | 0 – 0 referto | Homburg | Ludwigsparkstadion (9 300 spett.)\| Arbitro: \| Weber \| |
| Arbitro:                                              | Weber       |               |         |                                                          |

| Arbitro: | Blüthgen |

|                      |           |  |
| Maciel 24’ Gries 28’ | Marcatori |  |

| Arbitro: | Mölm |

|         |           |  |
| Aden 6’ | Marcatori |  |

| Arbitro: | Holst |

|                          |           |                                |
| Kajrys 22’ Jurgeleit 67’ | Marcatori | 21’ Jursch 57’ Klaus 87’ Voigt |

| Arbitro: | Aust |

|              |           |             |
| Gehrmann 55’ | Marcatori | 64’ Cardoso |

| Arbitro: | Assenmacher |

|                                                   |           |            |
| Maciel 7’, 16’ Ziemer 19’, 68’ Gries 27’ Homp 51’ | Marcatori | 5’ Bozesan |

| Arbitro: | Kuhne |

|                                            |           |  |
| Tönnies 3’, 84’ Schmidt 50’ Steininger 58’ | Marcatori |  |

| Arbitro: | Ronig |

|                   |           |               |
| Theiss 26’ (rig.) | Marcatori | 40’ Schindler |

| Arbitro: | Rubel |

|                                          |           |           |
| Mihajlović 5’ Borodjuk 65’ Kroninger 83’ | Marcatori | 38’ Gries |

| Arbitro: | Mölm |

|                       |           |  |
| Cardoso 39’ Gries 73’ | Marcatori |  |

| Homburg 4 maggio 1991, ore 15:00 CEST 32ª giornata | Homburg  | 0 – 0 referto | Meppen | Waldstadion (1 100 spett.)\| Arbitro: \| Fröhlich \| |
| Arbitro:                                           | Fröhlich |               |        |                                                      |

| Münster 12 maggio 1991, ore 15:00 CEST 33ª giornata | Preußen Münster | 0 – 0 referto | Homburg | Preußenstadion (7 000 spett.)\| Arbitro: \| Malbranc \| |
| Arbitro:                                            | Malbranc        |               |         |                                                         |

| Arbitro: | Best |

|               |           |  |
| Jurgeleit 65’ | Marcatori |  |

| Arbitro: | Kentsch |

|  |           |                           |
|  | Marcatori | 35’ Jurgeleit 58’ Bastian |

| Arbitro: | Gangkofer |

|                |           |  |
| D'Ippolito 90’ | Marcatori |  |

| Arbitro: | Müller |

|  |           |                                 |
|  | Marcatori | 43’ (aut.) Schuhmacher 70’ Homp |

| Arbitro: | Feistner |

|                                 |           |                       |
| Finke 1’ Korell 23’ Bastian 85’ | Marcatori | 21’ Pasul'ko 85’ Friz |

### Coppa di Germania
| Arbitro: | Rüdiger |

|             |           |  |
| Schäfer 11’ | Marcatori |  |

## Statistiche

### Statistiche di squadra
| Competizione      | Punti | In casa | In casa | In casa | In casa | In casa | In casa | In trasferta | In trasferta | In trasferta | In trasferta | In trasferta | In trasferta | Totale | Totale | Totale | Totale | Totale | Totale | DR |
| Competizione      | Punti | G       | V       | N       | P       | Gf      | Gs      | G            | V            | N            | P            | Gf           | Gs           | G      | V      | N      | P      | Gf     | Gs     | DR |
| ----------------- | ----- | ------- | ------- | ------- | ------- | ------- | ------- | ------------ | ------------ | ------------ | ------------ | ------------ | ------------ | ------ | ------ | ------ | ------ | ------ | ------ | -- |
| 2. Bundesliga     | 45    | 19      | 13      | 5       | 1       | 31      | 13      | 19           | 3            | 8            | 8            | 11           | 24           | 38     | 16     | 13     | 9      | 42     | 37     | +5 |
| Coppa di Germania | -     | 0       | 0       | 0       | 0       | 0       | 0       | 1            | 0            | 0            | 1            | 0            | 1            | 1      | 0      | 0      | 1      | 0      | 1      | -1 |
| Totale            | 45    | 19      | 13      | 5       | 1       | 31      | 13      | 20           | 3            | 8            | 9            | 11           | 25           | 39     | 16     | 13     | 10     | 42     | 38     | +4 |

### Andamento in campionato
| Giornata  | 1 | 2 | 3 | 4  | 5 | 6  | 7 | 8 | 9 | 10 | 11 | 12 | 13 | 14 | 15 | 16 | 17 | 18 | 19 | 20 | 21 | 22 | 23 | 24 | 25 | 26 | 27 | 28 | 29 | 30 | 31 | 32 | 33 | 34 | 35 | 36 | 37 | 38 |
| --------- | - | - | - | -- | - | -- | - | - | - | -- | -- | -- | -- | -- | -- | -- | -- | -- | -- | -- | -- | -- | -- | -- | -- | -- | -- | -- | -- | -- | -- | -- | -- | -- | -- | -- | -- | -- |
| Luogo     | C | T | C | T  | C | T  | C | T | C | T  | C  | T  | T  | C  | T  | C  | T  | C  | T  | T  | C  | T  | C  | T  | C  | T  | C  | T  | C  | T  | C  | C  | T  | C  | T  | C  | T  | C  |
| Risultato | V | N | N | P  | V | P  | V | V | V | N  | V  | P  | P  | V  | P  | N  | N  | N  | N  | N  | V  | N  | V  | P  | P  | N  | V  | P  | N  | P  | V  | N  | N  | V  | V  | V  | V  | V  |
| Posizione | 8 | 7 | 9 | 13 | 8 | 11 | 8 | 6 | 5 | 5  | 4  | 6  | 9  | 8  | 9  | 9  | 9  | 8  | 8  | 9  | 8  | 8  | 8  | 8  | 8  | 8  | 8  | 8  | 8  | 8  | 8  | 8  | 9  | 7  | 7  | 7  | 5  | 4  |

Legenda:

Luogo: C = Casa; T = Trasferta. Risultato: V = Vittoria; N = Pareggio; P = Sconfitta.

### Statistiche dei giocatori
| Giocatore     | 2. Bundesliga | 2. Bundesliga | 2. Bundesliga | 2. Bundesliga | Coppa di Germania | Coppa di Germania | Coppa di Germania | Coppa di Germania | Totale   | Totale | Totale      | Totale     |
| Giocatore     | Presenze      | Reti          | Ammonizioni   | Espulsioni    | Presenze          | Reti              | Ammonizioni       | Espulsioni        | Presenze | Reti   | Ammonizioni | Espulsioni |
| ------------- | ------------- | ------------- | ------------- | ------------- | ----------------- | ----------------- | ----------------- | ----------------- | -------- | ------ | ----------- | ---------- |
| M. Baranowski | 2             | 0             | 1             | 0             | 1                 | 0                 | 0                 | 0                 | 3        | 0      | 1           | 0          |
| D. Bastian    | 5             | 2             | 0             | 0             | 0                 | 0                 | 0                 | 0                 | 5        | 2      | 0           | 0          |
| R. Cardoso    | 38            | 4             | 1             | 0             | 1                 | 0                 | 0                 | 0                 | 39       | 4      | 1           | 0          |
| M. D'Ippolito | 2             | 1             | 0             | 1             | 0                 | 0                 | 0                 | 0                 | 2        | 1      | 0           | 1          |
| D. Finke      | 32            | 1             | 11            | 0             | 1                 | 0                 | 0                 | 0                 | 33       | 1      | 11          | 0          |
| B. Gjurev     | 9             | 0             | 1             | 0             | 1                 | 0                 | 0                 | 0                 | 10       | 0      | 1           | 0          |
| B. Gries      | 34            | 10            | 3             | 1             | 1                 | 0                 | 0                 | 0                 | 35       | 10     | 3           | 1          |
| H. Gundelach  | 36            | 0             | 2             | 0             | 1                 | 0                 | 0                 | 0                 | 37       | 0      | 2           | 0          |
| K. Hetmański  | 20            | 1             | 3             | 0             | 1                 | 0                 | 0                 | 0                 | 21       | 1      | 3           | 0          |
| T. Homp       | 35            | 3             | 5             | 0             | 1                 | 0                 | 0                 | 0                 | 36       | 3      | 5           | 0          |
| D. Jurgeleit  | 37            | 6             | 3             | 0             | 1                 | 0                 | 0                 | 0                 | 38       | 6      | 3           | 0          |
| K. Kajrys     | 11            | 1             | 2             | 0             | 0                 | 0                 | 0                 | 0                 | 11       | 1      | 2           | 0          |
| U. Kasper     | 21            | 0             | 1             | 0             | 0                 | 0                 | 0                 | 0                 | 21       | 0      | 1           | 0          |
| M. Kimmel     | 30            | 0             | 8             | 0             | 0                 | 0                 | 0                 | 0                 | 30       | 0      | 8           | 0          |
| T. Klein      | 2             | 0             | 0             | 0             | 0                 | 0                 | 0                 | 0                 | 2        | 0      | 0           | 0          |
| S. Korell     | 20            | 1             | 4             | 0             | 0                 | 0                 | 0                 | 0                 | 20       | 1      | 4           | 0          |
| T. Lahm       | 1             | 0             | 0             | 0             | 0                 | 0                 | 0                 | 0                 | 1        | 0      | 0           | 0          |
| P. Laub       | 2             | 0             | 0             | 0             | 0                 | 0                 | 0                 | 0                 | 2        | 0      | 0           | 0          |
| S. Maciel     | 37            | 4             | 0             | 0             | 1                 | 0                 | 0                 | 0                 | 38       | 4      | 0           | 0          |
| F. Ockert     | 22            | 0             | 2             | 0             | 0                 | 0                 | 0                 | 0                 | 22       | 0      | 2           | 0          |
| F. Sänger     | 6             | 0             | 2             | 0             | 0                 | 0                 | 0                 | 0                 | 6        | 0      | 2           | 0          |
| K. Theiss     | 17            | 1             | 4             | 0             | 0                 | 0                 | 0                 | 0                 | 17       | 1      | 4           | 0          |
| A. Therre     | 15            | 0             | 1             | 0             | 1                 | 0                 | 0                 | 0                 | 16       | 0      | 1           | 0          |
| T. Wohlert    | 22            | 1             | 11            | 0             | 1                 | 0                 | 0                 | 0                 | 23       | 1      | 11          | 0          |
| T. Ziemer     | 27            | 5             | 1             | 0             | 1                 | 0                 | 0                 | 0                 | 28       | 5      | 1           | 0          |